# 3429 Chuvaev
3429 Chuvaev је астероид главног астероидног појаса са средњом удаљеношћу од Сунца која износи 2,338 астрономских јединица (АЈ).
Апсолутна магнитуда астероида је 13,8.